# Рентгенорадиометрический метод
Рентгенорадиометрический метод в геофизике (РРМ) — ядерно-геофизический метод исследования элементного состава вещества горных пород и руд, при котором исследуемый объект облучают потоком квантов электромагнитного ионизирующего излучения, испускаемым радиоизотопным источником или рентгеновской трубкой, и судят о содержании анализируемых химических элементов в нём по интенсивности характеристического флуоресцентного рентгеновского излучения, возбуждаемого в веществе. Вторичное характеристическое излучение при этом регистрируется с помощью спектрометрических детекторов ионизирующего излучения (сцинтилляторов, пропорциональных газовых счётчиков или твердотельных полупроводниковых детекторов) и амплитудных анализаторов импульсов.
При поисках, разведке и отработке рудных месторождений применяют различные модификации РРМ:
- лабораторный рентгенорадиометрический анализ (РРА) порошковых проб;
- полевая рентгенорадиометрическая съемка (РРС) по рыхлым образованиям верхней части геологического разреза;
- рентгенорадиометрическое опробование (РРО) отбитой горной массы, керна буровых скважин или руд в их естественном залегании;
- рентгенорадиометрический каротаж (РРК) скважин и шпуров.